# من نظرة عين (فلم)
من نظرة عين فيلم مصري من إنتاج عام 2003، وهو أول بطولة مطلقة لمنى زكي. هو أول فيلم يخرجه إيهاب لمعي.

## قصة الفيلم
تدور أحداث الفيلم في إطار كوميدي حول أكرم مصور فيديو الأفراح الذي يحلم بفتاة بمواصفات خاصة ويرسم ملامح وجهها بكل تفاصيله عن طريق برنامج في الكمبيوتر حتى تكتمل صورتها التي هي من وحي خياله ثم يتولى تصوير زفاف وعندما يذهب إلى منزل العروس يفاجأ بالعروس سارة، فهي بالفعل الفتاة التي قام برسمها فتكون أول جملة يقولها لها (أنا بحبك وعايز أتجوزك)، يحاول أكرم إفشال الفرح بأي طريقة وبالفعل ينجح رغم كل الظروف ويتزوج أكرم سارة.

## بطولة
- منى زكي
- عمرو واكد
- بسمة
- شريف رمزي
- سوسن بدر
- أحمد راتب
- مها أبو عوف
- هدى سلطان
- جميل راتب
- ماجدة الخطيب
- ميمي جمال
- شعبان حسين
- ناهد السباعي
- محمد علي رزق

## روابط خارجية
- مقالات تستعمل روابط فنية بلا صلة مع ويكي بيانات